# Mellersta Portugal
Mellersta Portugal (portugisiska Região do Centro, "den centrala regionen") är en region eller "territoriell enhet för statistiska ändamål" nivå II (NUTS II) i Portugal, som omfattar distrikten Coimbra, Castelo Branco och Leiria, samt största delen av Viseu, Aveiro och Guarda, och en tredjedel av Santarém. Regionen gränsar i norr till Norra Portugal och i öster till Spanien, i söder till Storstadsområdet Lissabon och Alentejo, och i väst till Atlanten.
Ytan uppgår till 28 405 km² (31 % av portugisiska fastlandet). 
Befolkningen uppgår till 2 227 567 invånare (2021).

## NUTS III
Regionen består av 8 delområden eller NUTS III-enheter: 

- Beiras e Serra da Estrela
- Beira Baixa
- Region Coimbra
- Viseu Dão Lafões
- Region Oeste
- Region Leiria
- Médio Tejo
- Region Aveiro

Mellersta Portugal omfattar 100 kommuner (concelhos) – 25,2 % av landets kommuner.
I stort sett motsvarar Mellersta Portugal de gamla provinserna Beira Litoral, Beira Alta och Beira Baixa.

## De största städerna i Mellersta Portugal
- Coimbra (100 000 invånare)
- Viseu (68 000 invånare)